# EYES LOVE YOU
『EYES LOVE YOU』（アイズ・ラヴ・ユー）は日本のアーティスト、hideのソロ1枚目のシングル。

## 概要
- 「50%&50%」と同時リリース。
- 「50%&50%」と対になっており、本作は緑色である。
- 対になっているのには秘密があり、目のイラストを繋げるように2枚のジャケットを置き、寄り目にして2つのジャケットを重ね合わせると、目の錯覚で瓶の中にいるhideが浮かび上がる仕掛けになっている。
- また、隠しトラックが収録されており、92トラック目に「EYES LOVE YOU (JUNK VERSION)」を収録。
- 「きちんと楽曲が出来上がってから、ソロデビュー宣言をする」という思いから、「ラフォーレ原宿でソロデビューを発表して、その後原宿の歩行者天国で『OBLAAT』を披露する」というソロデビューイベントが企画され、当日でも入念に準備されていたが、雨天のため中止となった[2]。
- 2007年12月12日にマキシシングル化され、再発売。

## 収録曲
1. EYES LOVE YOU
（作詞：森雪之丞 作曲・編曲：hide）
  - この作品におけるhideは魔物の目を持ち、作品の世界観は「妄想でしか愛しあえない人間の絶望」[3]。
  - hideが自宅で打ち込んできたリズムパターンをベーシックに制作が進められた[4]。
  - 楽曲のアイディアが浮かんでも、打ち込んでいる時にアイディアが消えてしまうため、制作が進まないことに苛立ちを覚えたhideは本作を最後にhideが打ち込みに着手することはなくなった[4]。
  - 間奏でスペインの著名な舞曲「エスパーニャ・カーニ」の曲調のリズムギターがアコースティック演奏される[注釈 1]。その間、リードギターは両手タッピングで演奏する。
  - 森雪之丞に作詞を頼んだのは、hideは森が書いたBOWWOWや布袋寅泰の歌詞のファンであったため[5]。長きにわたりテレビで放送されていた森の代表作「CHA-LA HEAD-CHA-LA」（ドラゴンボールZ主題歌: 1989年4月26日〜1993年9月1日）が終局を迎える頃にhideのソロデビューシングルはリリースされた。
  - 2006年にSONIC STORAGE feat. KOHSHI from FLOWが、森雪之丞のトリビュート・アルバム「Words of 雪之丞」でカバー。
  - 2013年、hideソロ活動20周年を記念した「hide TRIBUTE SPIRITS」シリーズの中では、『TRIBUTE III』でA(エース)、『TRIBUTE IV』にて松永貴志、『TRIBUTE VII』では作詞を担当した森雪之丞とBUCK-TICKの今井寿がそれぞれカバー。『TRIBUTE VII』収録の「EYES LOVE YOU～Ver.2013」の歌詞は、「絶望の先にある光」へhideが導いてくれるであろうとの思いで森雪之丞が書き直し[3]、こちらのバージョンはソドムの街に等しく罪深いゴモラの街に言及した。
  - イントロのビートルズ「Every Little Thing」のようなクラシカルメロディ[注釈 2]をサイケデリックに進化させたフレーズはレーベルメイトの少年ナイフが1993年11月3日にリリースした「Brown Mushrooms」にその果実が受け継がれている[注釈 3]。
2. OBLAAT
（作詞・作曲・編曲：hide）
  - hideは「ダムドが1期のオリジナルメンバーのままで今でも活動していたら、きっとこういう曲を作る」とイメージしながら制作した[6]。
  - 『hide Tribute SPIRITS II -Visual Spirits-』（2013年）でGOTCHAROCKAがカバー。
3. - 91. (トラックごとに数秒間の無音)

92. EYES LOVE YOU (JUNK VERSION)

## 収録アルバム
- HIDE YOUR FACE (#1,2、2曲ともアルバムバージョン)
- hide BEST 〜PSYCHOMMUNITY〜 (#1)
- hide SINGLES 〜Junk Story〜 (#1)
- KING OF PSYBORG ROCK STAR (#2) ※『HIDE YOUR FACE』のバージョンで収録。
- hide PERFECT SINGLE BOX
- We Love hide 〜The Best in The World〜 (#1)
- “Musical Number” 〜ROCKミュージカル ピンクスパイダー〜 (#1) ※『HIDE YOUR FACE』のバージョンで収録。
- 子 ギャル (#1)

## ミュージックビデオ
このミュージックビデオは1993年5月に松竹大船撮影所で2日間の撮影が行われた。流れるような廊下のシーンは、hideが熱中していたシューティングゲーム『スターフォックス』から考案した。12人のhideがそれぞれ個性的ヘアスタイルで登場する。
1994年にMTV Video Music Awards国際視聴者賞日本部門を受賞した。
2013年にCLUB CITTA'で行われた記念企画の特別編集フィルム『hide FILM ALIVE!!』で撮影の様子が公開された。